# Makowisko

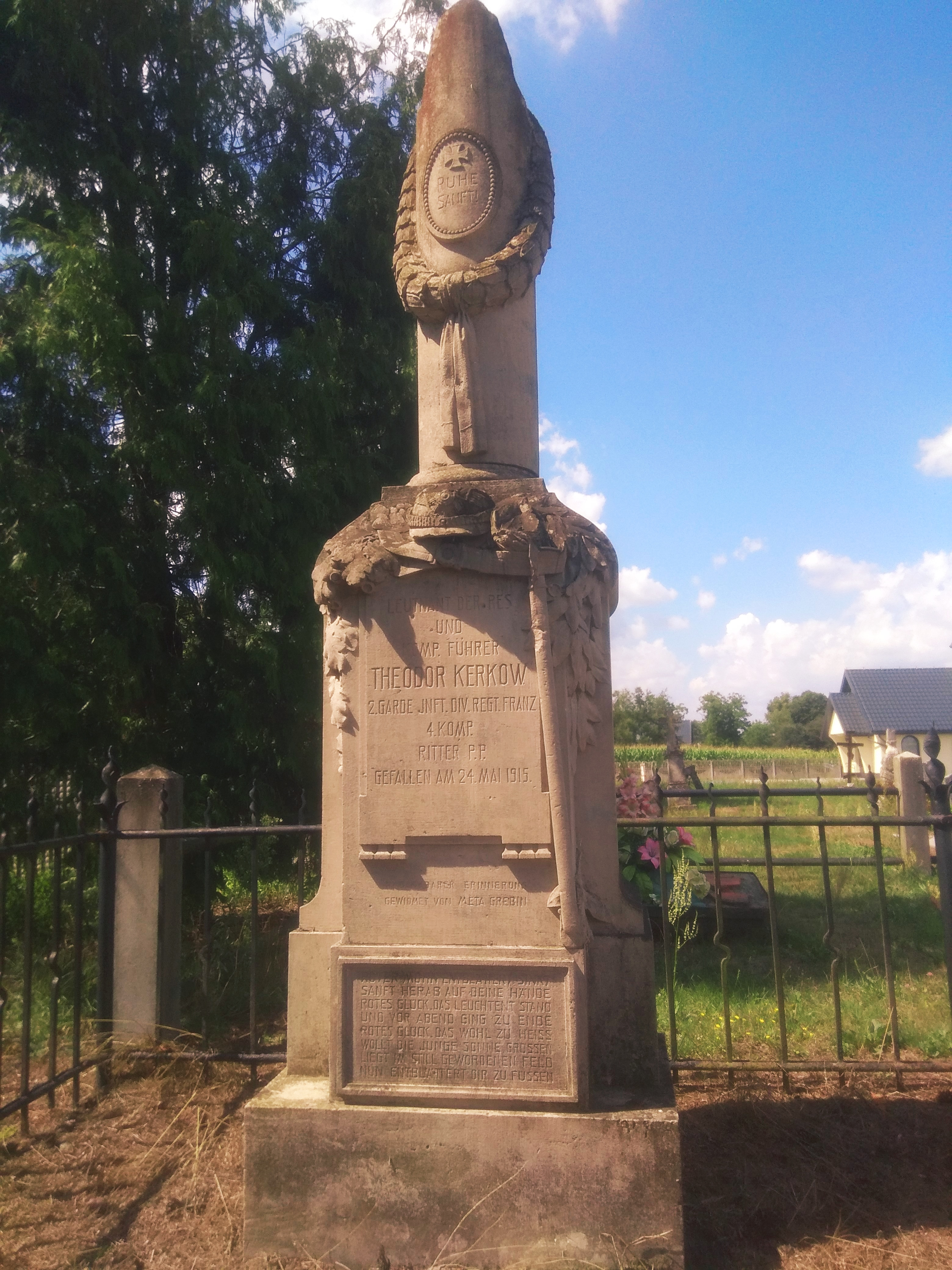
Grób Teodora Kerkowa

Makowisko – wieś w Polsce, położona na Płaskowyżu Tarnogrodzkim w województwie podkarpackim, w powiecie jarosławskim, w gminie Jarosław.
Wieś Makowiszko należąca do miasta Jarosławia położona była na przełomie XVI i XVII wieku w powiecie przemyskim ziemi przemyskiej województwa ruskiego. Prywatna wieś szlachecka, położona w województwie ruskim, w 1739 roku należała do klucza Jarosław Lubomirskich.
W II Rzeczypospolitej wieś w powiecie jarosławskim województwa lwowskiego. W latach 1943–1945 nacjonaliści ukraińscy z OUN-UPA zamordowali tutaj 4 Polaków i 8 Ukraińców, oskarżanych o „współpracę z władzami polski”.
W latach 1975–1998 miejscowość administracyjnie należała do województwa przemyskiego.

## Integralne części wsi
| SIMC    | Nazwa       | Rodzaj     |
| ------- | ----------- | ---------- |
| 0603164 | Olchowa     | przysiółek |
| 0603129 | Podkościele | część wsi  |
| 0603135 | Środek      | część wsi  |
| 0603141 | Z Końca     | część wsi  |

## Zabytki
- Dawna cerkiew greckokatolicka pw. Opieki Najświętszej Marii Panny, murowana, wzniesiona w 1939 na planie krzyża greckiego, z dużą kopułą nad nawą. Obecnie rzymskokatolicki kościół parafialny Trójcy świętej.

- Drewniany budynek czytelni Proświty z okresu międzywojennego
- Na cmentarzu – kilkanaście nagrobków kamiennych z kończ XIX i 1. poł. XX w., pochodzące z warsztatów bruśnieńskich.
- Na cmentarzu – kwatera z kamiennym pomnikiem oficera austriackiego z okresu I wojny światowej, Theodora Kerkowa, który zginął 24 maja 1915. Według miejscowej tradycji, pochowany został bez głowy. Jedna z wersji głosi, że głowę ściął mu szablą żołnierz rosyjski a korpus oficera bez głowy koń niósł jeszcze przez jakiś czas. W drugiej wersji też występuje wątek jeźdźca bez głowy, lecz przyczyną utraty głowy miał być pocisk artyleryjski. Nagrobek ufundowała narzeczona Kerkowa, Meta Grebin. Tablica na nagrobku informuje o personaliach zmarłego oraz jego wojskowej przynależności organizacyjnej. Poniżej widnieje wiersz, zaczynający się od słów: Czerwony mak, pozbawiony płatków opada łagodnie w twoje ręce...

## Galeria

Obrazki z Makowiska
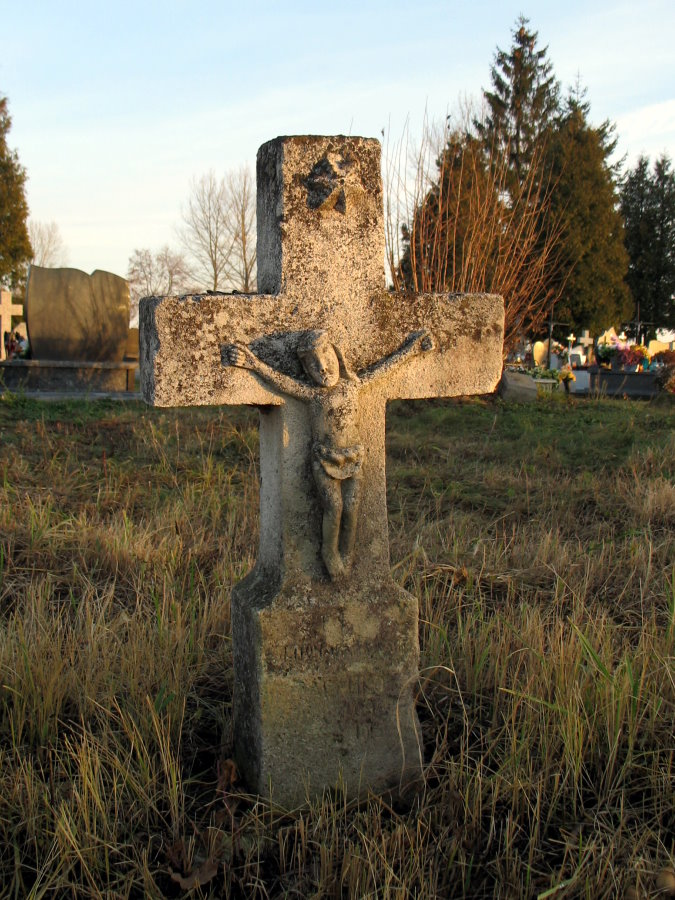
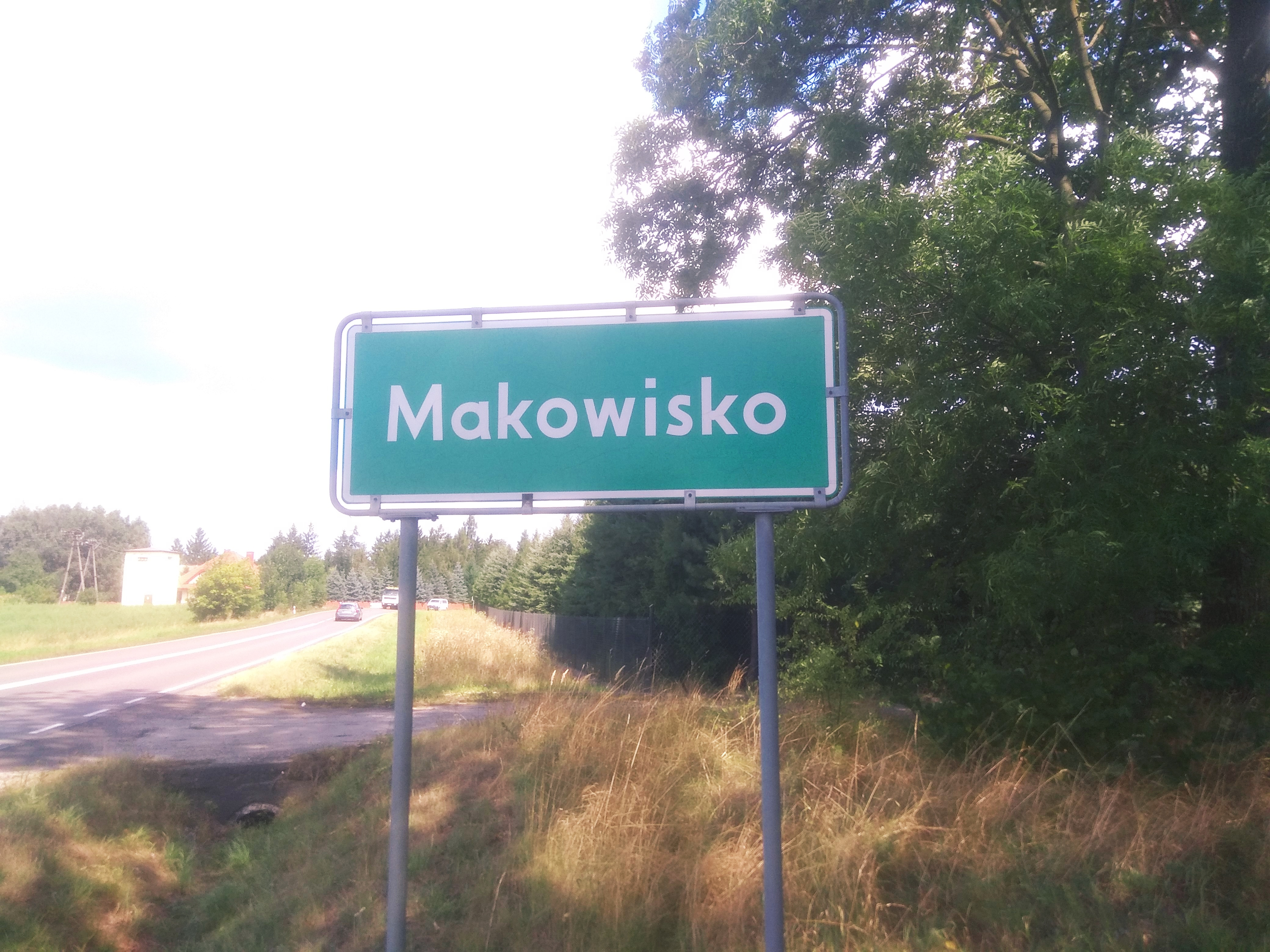
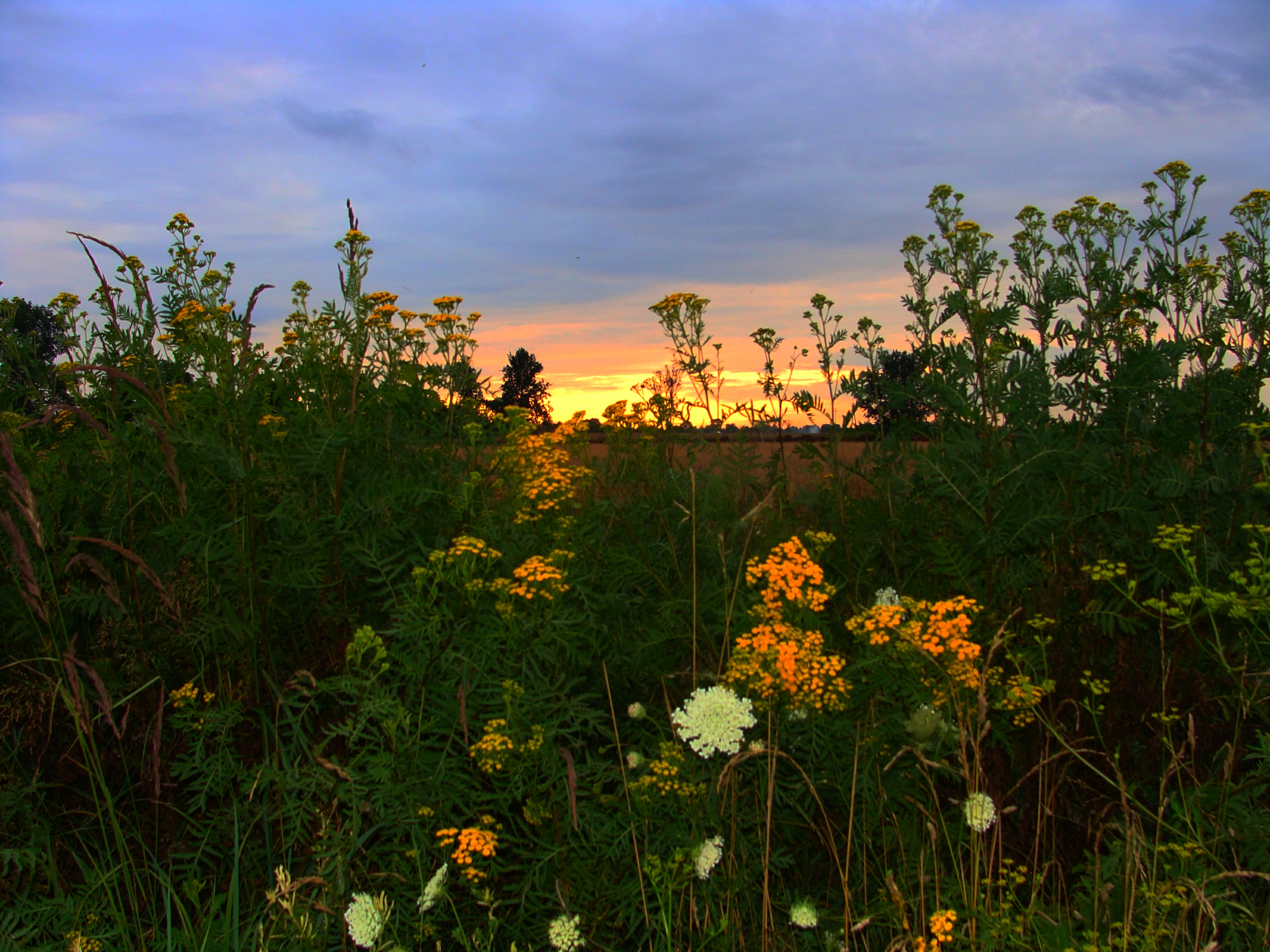
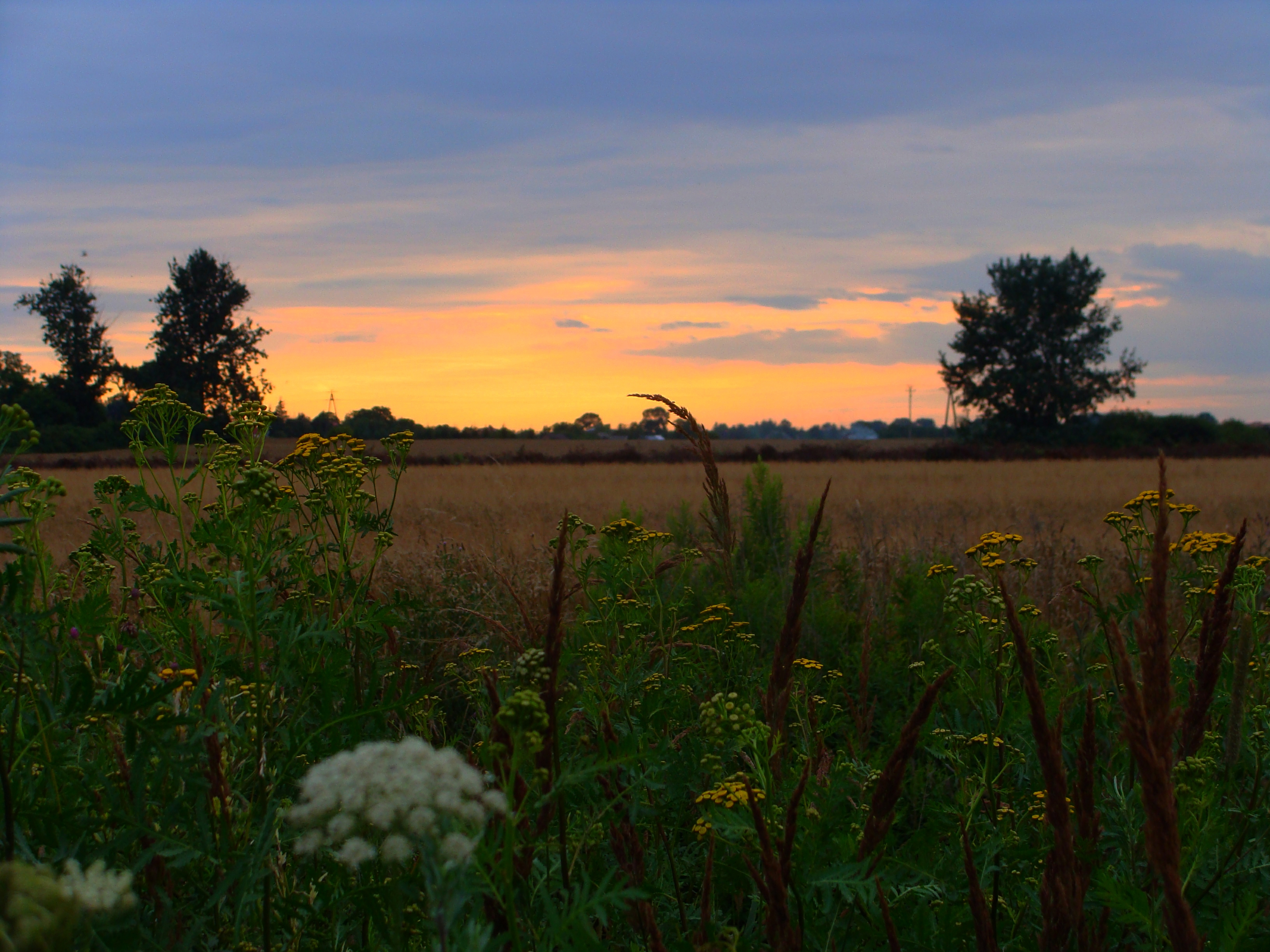
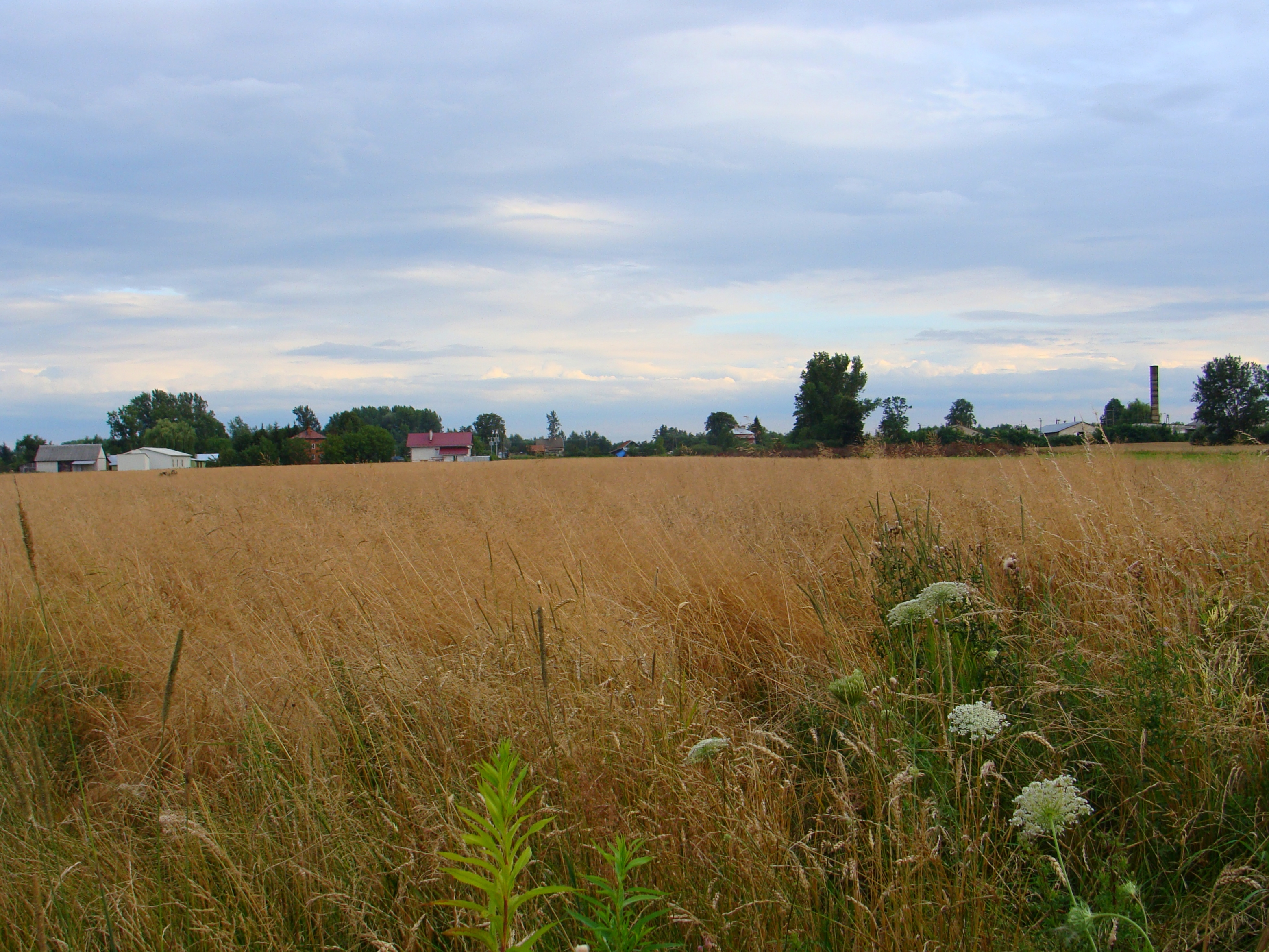